# Régiment d'assaut « Safari »
 (avril 2025).
Le contenu est difficilement compréhensible vu les erreurs de traduction, qui sont peut-être dues à l'utilisation d'un logiciel de traduction automatique.
Le Régiment police d'assaut de police à vocation spéciale « Safari » est une unité de la brigade Liut de la police de patrouille spéciales subordonnée au ministère de l'Intérieur de l'Ukraine. Le régiment est basé à Kiev. Il est créé en 2022 à la suite de l'invasion russe de l'Ukraine et a depuis lors a participé à des combats réguliers sur les lignes de front.

## Historique

### Invasion russe de l'Ukraine

#### Création et premiers engagements (Kiev, Kharkiv)
En février 2022, à la suite de l'invasion russe de l'Ukraine, la police nationale ukrainienne créé le régiment spécial « Safari » pour participer à la campagne du nord de l'Ukraine, en particulier à la bataille de Kiev . Le régiment comprend des combattants KORD et TOR, ainsi que des spécialistes des explosifs. Le 2 avril 2022, les forces russes se retirent de Kiev et le régiment Safari est déployé pour mener une opération de nettoyage afin d'éliminer toutes les forces russes restantes au lendemain de la bataille de Bucha. En avril 2022, le régiment participe à la bataille de Kharkiv et fait face à ses premières pertes. Le 22 mai 2022, la base du régiment Safari dans l'oblast de Zaporijia est touchée par une frappe de missile russe, tuant 23 militaires et en blessant plusieurs autres. Cependant, l'identité de seulement deux militaires tombés lors de l'attaque du missile (Oleiynyk Vitaly Viktorovych et Vladyslav Ihorovych Klischuk ) est révélée. En août 2022, les positions du régiment sont bombardées par des BM-21 Grads russes. En septembre 2022, En octobre 2022, le personnel du régiment libère le village de Yampil. Tout au long de l'année 2022, le régiment est déployé dans l'oblast de Kiev, Irpin, l'oblast de Jytomyr, Makariv, l'oblast de Soumy, l'oblast de Kharkiv et Okhtyrka.

#### Intégration dans la brigade Lyut et contre-offensive de 2023
Le 2 février 2023, le régiment Safari est réorganisé en 1er régiment de police d'assaut à vocation spéciale « Safari » et intègre la brigade consolidée Liut. Le QG du régiment Safari est situé à Kiev, mais en mars 2023, une base secondaire a été établie dans l'oblast de Jytomyr. En juillet 2023, le régiment Safari est déployé pour participer à la contre-offensive ukrainienne de 2023. Tandis que le Régiment d'assaut « Tsunami » attaque aux côtés de la 80e brigade d'assaut aérien et de la 5e brigade d'assaut vers Klishchiivka et que la 3e brigade d'assaut attaque Andrivka, les régiments Safari et « Louhansk » fixent les Russes à Kurdyumivka. En août 2023, le régiment reprend une localité aux troupes russes, tuant 5 soldats russes et en blessant 10 autres, puis mène une opération de nettoyage dans la région.

#### Bataille de Toretsk (depuis juin 2024)
En septembre 2024, le régiment se regroupe avec l'ensemble de la brigade et affronte les troupes russes lors de la bataille de Toretsk et fait face à quelques blessés. Les soldats du régiment détruisent également plusieurs bâtiments à Toretsk pour stopper l'assaut russe.

## Missions
- Travailler en coopération avec les unités des forces armées ukrainiennes, la Direction principale du renseignement (Ukraine), la Garde nationale ukrainienne, le Service national des gardes-frontières ukrainiens et d'autres composantes des forces de défense ukrainiennes pour repousser et dissuader l'agression armée contre l'Ukraine.
- Réalisation d'opérations d'assaut et de reconnaissance de type « choc et effroi »
- Stabilisation des situations lors d'un conflit armé ou d'une situation d'urgence
- Organisation et mise en œuvre des mesures pour les opérations de recherche et sauvetage
- Protection de l'intégrité territoriale de l'Ukraine
- Détection et diffusion d'explosifs
- Opérations de contre-sabotage
- Reconnaissance aérienne et frappes d'artillerie sur les territoires occupés par les forces « ennemies »
- Manœuvres terrestres pour soutenir des frappes simultanées et consécutives sur des positions « ennemies » à l'aide de divers équipements.
- Opérations de déminage et de stabilisation dans le territoire conquis
- Assauts tactiques pour briser les lignes défensives « ennemies »

## Structure

### Ordre de bataille
- État-major du régiment ;
  -  1er bataillon d'assaut ;
  -  2e bataillon d'assaut ;
  -  Unité d'artillerie ;

### Équipements[13]
- Blindés : Roshel Senator en version MRAP avec tourelle téléopéré, MT-LB modifié
- Artillerie : Obusier D-30 de 122 mm
- Drones : Drone DJI Matrice 300, DJI Mavic 3 / Mavic 3T
- Fusils d'assauts : M4A1, IWI Tavor X95, AK-74/74M
- Mitrailleuse légère : Kalachnikov RPK-74, FN Minimi 7,62
- Fusil de précision : Zbroyar Z-10
- Armes anti-chars : NLAW
- Mortiers : 2B14 Podnos

### Commandants
- Lieutenant-colonel Maksym Ihorovych Kochenko